# Lake Placid (Film)
Lake Placid (deutscher Alternativtitel für das Fernsehen: Lake Placid – Schrecken aus der Tiefe) ist eine Horrorkomödie von Steve Miner aus dem Jahr 1999 mit Bill Pullman, Bridget Fonda und Brendan Gleeson in den Hauptrollen.

## Handlung
Im landschaftlich schön gelegenen Ort Lake Placid im Lincoln County, US-Bundesstaat Maine, wird ein Mitarbeiter der US-Forstbehörde nach einem Tauchgang sterbend aus dem See gefischt – wobei die untere Körperhälfte verschwunden ist und der Rest des Körpers Bissmale aufweist. Bei der Autopsie wird ein vermeintlich prähistorischer Zahn in seiner Leiche gefunden, woraufhin die frustrierte New Yorker Museumsmitarbeiterin Kelly Scott von ihrem Chef nach Maine geschickt wird, um sich diesen Zahn anzusehen. Es dauert nicht lange, bis festgestellt wird, dass es sich bei dem Zahn um einen Krokodilzahn handelt. Es steht außer Zweifel, dass es sich wohl um ein riesiges Exemplar handeln muss. Ein Team, bestehend aus dem County Sheriff Hank Keough, dem Wildaufseher Jack Wells, dem exzentrischen Millionär und Krokodilforscher Hector Cyr sowie Kelly Scott, macht sich auf die Jagd nach dem Reptil.
Die Meinungen über die Zielvorgabe, also ob das Tier einzufangen oder zu töten sei, gehen aber auseinander. Das Team einigt sich darauf, das Tier einzufangen, und wird unterdessen den Gefahren der Wildnis ausgesetzt, wobei vor allem die Nerven der Großstädterin Kelly auf eine harte Probe gestellt werden.
Letztendlich wird in einer groß angelegten Lock-Aktion, bei der eine an einem Hubschrauber hängende Kuh als Köder eingesetzt wird, das Reptil gefangen und betäubt. Als überraschenderweise ein zweites Krokodil auftaucht und angreift, wird dieses erschossen.
Das lebende Exemplar wird zur Untersuchung nach Portland verfrachtet. In der Schlussszene sieht man, wie die exzentrische Witwe Delores, die nach dem Tod ihres Mannes alleine am See lebt (und dort jahrelang das bzw. die Krokodile u. a. mit ihren Kühen gefüttert hatte), kleine Krokodile (offenbar die Babys der beiden großen Krokodile) füttert.

## Synchronisation
Die erste Synchronfassung entstand bei der Studio Babelsberg Synchron in Potsdam. Oliver Rohrbeck schrieb das Dialogbuch und führte Regie. Die Zweite entstand bei der SDI Media Germany in Berlin. Boris Tessmann führte Dialogregie.
| Rolle                  | Darsteller        | Synchronsprecher (2000) | Synchronsprecher (2017) |
| ---------------------- | ----------------- | ----------------------- | ----------------------- |
| Jack Wells             | Bill Pullman      | Detlef Bierstedt        | Frank Röth              |
| Kelly Scott            | Bridget Fonda     | Petra Barthel           | Petra Barthel           |
| Hector Cyr             | Oliver Platt      | Tobias Meister          | Lutz Schnell            |
| Sheriff Hank Keough    | Brendan Gleeson   | Helmut Gauß             | Axel Lutter             |
| Mrs. Delores Bickerman | Betty White       | Marianne Lutz           | Eva-Maria Werth         |
| Walt Lawson            | David Lewis       | Viktor Neumann          | Armin Schlagwein        |
| Janine                 | Natassia Malthe   | Giuliana Jakobeit       | Melinda Rachfahl        |
| Myra Okubo             | Mariska Hargitay  | Almut Zydra             | Claudia Gáldy           |
| Deputy Sharon Gare     | Meredith Salenger | Claudia Lehmann         | Melanie Hinze           |
| Deputy Burke           | Jed Rees          | Oliver Rohrbeck         | ?                       |

## Kritiken
- Andrew O’Hehir schrieb auf Salon.com, dass der Film manchmal irritiere und wie ein Traum aus der Serie Ally McBeal wirke.[4]